# さようならの季節
『さようならの季節』（さようならのきせつ）は、1962年の日活映画、吉永小百合主演。ブラジル移民を扱った異色作で、監督は滝沢英輔。「日本映画データベース」に「さよならの季節」とあるのは間違い。1962年1月14日公開。カラー。日活スコープ。上映時間73分。　

## あらすじ
殿村幸子は、家族と共に青森から横浜港へ来ていた。殿村一家は台風で田畑を失い、これからあるぜんちな丸に乗ってブラジルへ移民するのだ。だが幸子は横浜で幼馴染の三宅高志に会う。高志は伯父で回漕業を営む橋本徳太郎の家に寄宿して働いており、徳太郎の娘の節子は高志のことが好きなようである。幸子は、家族での渡伯の条件（労働力3人以上）を満たすため、安夫という青年と形の上だけで結婚していた。だが安夫は本気で幸子が好きになってしまっている。そんな時、青森の家を飛び出して行方不明になっていた幸子の姉・加代子が五反田の小料理屋にいることが分かる。加代子が移民に合流すれば安夫と幸子の結婚は不要になるため、話を知った高志は加代子が小料理屋から抜けるための金を節子に用立ててもらう。加代子は家族の元に向かい、幸子は日本に残り橋本の家で働くことが決まる。しかし幸子は節子の高志への気持ちを知り、一方、安夫は幸子がブラジルへ行かないことを知り、移民を止めて帰郷した。労働力が減ってブラジルへ行けなくなった家族を見た幸子は、やはりブラジルへ行く決心をする。それを知った高志は港に駆け付け、2人は離れていく船で別れの言葉を交わすのだった。

## キャスト
- 三宅高志: 浜田光夫
- 殿村幸子: 吉永小百合
- 殿村由松（幸子の父）: 殿山泰司
- 殿村フミ（幸子の母）: 三戸部スエ
- 殿村加代子（幸子の姉）: 香月美奈子
- 殿村弘（幸子の弟）: 謝国治
- 殿村安夫（幸子の仮の夫）: 武藤章生
- 橋本節子: 松尾嘉代
- 橋本徳太郎（節子の父）: 東野英治郎
- 橋本粂子（節子の母）: 相馬幸子
- 吾助（殿村と同郷の移民者）: 浜村純
- たね（吾助の妻）: 初井言栄

## スタッフ
- 企画: 坂上静翁
- 監督: 滝沢英輔
- 助監督: 鍛冶昇
- 脚本: 三木克巳、才賀明
- 撮影: 横山実
- 音楽: 斎藤高順
- 美術: 松山崇
- 録音: 片桐登司美
- 照明: 河野愛三
- 編集: 辻井正則

## 同時上映
- 『男と男の生きる道』